# Численко Ігор Леонідович
Ігор Леонідович Численко (рос. Игорь Леонидович Численко, нар. 4 січня 1939, Москва — пом. 22 вересня 1994, Москва) — радянський футболіст, що грав на позиції нападника.
Виступав, зокрема, за клуб «Динамо» (Москва), а також національну збірну СРСР.

## Клубна кар'єра
Народився 4 січня 1939 року в місті Москва. Вихованець футбольної школи «ФШМ Торпедо».
У дорослому футболі дебютував 1957 року виступами за команду клубу «Динамо» (Москва), в якій провів чотирнадцять сезонів, взявши участь у 229 матчах чемпіонату. 
Також виступав за московське «Динамо» (хокей з м'ячем) у 1957—1962 роках. Був другим призером чемпіонату СРСР у 1959, третім у 1960, чемпіон — 1961. Загалом у чемпіонатах СРСР провів 79 матчів, забив 40 м'ячів. 
Завершив ігрову кар'єру у нижчоліговому клубі «Динамо» (Цілиноград), за команду якого виступав протягом 1971 року.
Помер 22 вересня 1994 року на 56-му році життя у місті Москва.

## Виступи за збірну
1959 року дебютував в офіційних матчах у складі національної збірної СРСР. Протягом кар'єри у національній команді, яка тривала 10 років, провів у формі головної команди країни 53 матчі, забивши 20 голів.
У складі збірної був учасником двох чемпіонатів світу — чемпіонату світу 1962 року в Чилі та чемпіонату світу 1966 року в Англії, а також двох чемпіонатів Європи — чемпіонату Європи 1964 року в Іспанії, де разом з командою здобув «срібло», та чемпіонату Європи 1968 року в Італії.

## Титули і досягнення
- Чемпіон СРСР: 1959, 1963
- Володар Кубка СРСР: 1966-67
- Віце-чемпіон Європи: 1964